# Franz Barwich
Franz Wilhelm Georg Barwich (* 25. Dezember 1878 in Eberswalde; † 1955 in Berlin) war ein Aktivist der Arbeiterbewegung und einer der Theoretiker des Anarchosyndikalismus. Er verfasste zahlreiche Schriften über den Anarchismus sowie über die russischen Revolutionäre Michail Bakunin und Pjotr Kropotkin und deren Ideologien. Er ist der Vater des Atomphysikers Heinz Barwich.

## Leben
Während des Ersten Weltkriegs wurde er wegen seiner politischen Aktivitäten als Syndikalist und Sozialist, der den Kriegsdienst ablehnt, inhaftiert.
Von 1919 bis 1924 war er Mitglied der Geschäftskommission der Freien Arbeiter-Union Deutschlands FAUD. Er verfasste Anfang der 1920er Jahre das programmatische Werk Die Arbeiterbörsen des Syndikalismus. In Deutschland geriet seine Theorie der Umgestaltung der Gesellschaft als Utopie ins Abseits. Während der NS-Herrschaft wurde seine Gruppierung in den Untergrund gedrängt. Während des Spanischen Bürgerkriegs 1936–1939 versuchten einige Anarchisten, seine Ideen in Spanien umzusetzen.

## Publikationen
- Das ist Syndikalismus. Die Arbeiterbörsen des Syndikalismus. 1. Aufl. Edition AV, Frankfurt am Main 2005, ISBN 3-936049-38-6. (Werk von 1923)
- Franz Barwich, Rudolf Rocker u. a.: Arbeiterselbstverwaltung, Räte, Syndikalismus. 2. Aufl. Karin Kramer Verlag, Berlin 1973, ISBN 3-87956-011-0.
- Der kommunistische Aufbau des Syndikalismus. MaD-Verlag, Hamburg 1973.
- Der kommunistische Aufbau des Syndikalismus im Gegensatz zum Parteikommunismus und Staatssozialismus. Das Rätesystem von unten auf! F. Kater, Berlin 1920.
- Die Irrlehre und Wissenschaftslosigkeit des Marxismus. Volkstüml. Bearb. des gleichnamigen Buchs von Pierre Ramus. F. Kater, Berlin 1920.